# 糸鋸圭介
- 逆転裁判 > 逆転裁判の登場人物の一覧 > 糸鋸圭介
- 逆転検事 > 逆転検事の登場人物の一覧 > 糸鋸圭介

糸鋸 圭介（いとのこぎり けいすけ、1986年 - ）は、カプコンのゲーム『逆転裁判』シリーズに登場する架空の人物。海外版での名前は、「Dick Gumshoe（ディック・ガムシュー）」。

## 概要
シリーズ『1』 - 『4』、『逆転検事』『逆転検事2』に登場。『4』では過去編のみの登場に留まったが、ある雑誌の『4』発売前インタビューでは巧舟は他の登場人物が『4』の時点でどうなっているかはとくに言及しなかったが彼だけ「ヒミツです。別のゲームで主演を張っているなんてことも…」と言及している。『5』では本編には登場しないが、追加コンテンツである『クイズ逆転裁判』にてセリフのみ登場している。『6』の5話のクライン王国で御剣の話に彼のことが暗示されている。
名前の由来は、逆転裁判シリーズのディレクターである巧舟が、たまたま「鋸」という字を使った名前の人を見て、そこから思いついた。「圭介」は、巧舟が尊敬しているミュージシャンである桑田佳祐から。英語版の名前は"Dick Gumshoe"。
BGMは「イトノコ刑事ッス」と「やるときはやるッス」である。

## 演じた人物
声優
- 石井康嗣（『特別法廷』、『検事』『検事2』PV、ドラマCD）
- 岩崎征実（テレビアニメ版）

俳優
- 春風弥里（宝塚歌劇『逆転裁判 -蘇る真実-』『逆転裁判2 -蘇る真実、再び…-』）
- 大東駿介（実写映画版）
- 磯貝龍虎（舞台『逆転検事』2016年）

## 人物

### 性格
仕事に対する情熱をもっており、正義感も強い。しかし、少し抜けている性格のため、その情熱が報われることは少なく、事件の度に給料減額の憂き目にあっている（後述）。語尾に「ッス」とつける。
ファンブックでの巧の発言によると「彼は、純度の高いネットリした愛をタップリ抱えているように見受けられますね。それをドッシリ受けとめられるヒトに出会えたら、いいダンナさんになるのではないでしょうか。今は、その愛と情熱を、報われない捜査に注ぎこんでいるようですね」とのこと。
また、体格はかなりいいが、その容姿とは裏腹に怖がりな一面やナイーブな一面を見せる。
『3』第4話では証人として綾里千尋と対面した際、「綺麗ッス」、「ムネのあたりがキュンッとなったッス」と、一目惚れしたかのような発言をしている。
「なるほど逆転裁判!」では、酒が入ると暴走して、成歩堂たちを論破した挙句「今なら、御剣検事にも勝てる気がするッス!」と豪語した。

### 来歴
学歴は不明だが『2』で「自分はちゃんと二流、いや一流の大学を出ているッス!」と発言している。過去に引越し屋のアルバイトをしていたことがある（『検事』第2話）。
最初から刑事課に所属していたわけではなく、交番勤務だった。26歳で刑事課に配属され、配属1週間で事件の容疑者となるが、御剣により無実が証明され助かる。それ以来御剣を信頼するようになり、御剣の呼称が「アンタ」から「御剣検事」「御剣検事殿」になった（『検事』第4話）。また、配属から半年後に御剣の部下になり、法廷に証人として千尋と御剣の初法廷に登場している（『3』第4話）。
『蘇る』にてある事情で警察をクビになる。その後は成歩堂法律事務所で働こうとしていたが何とか復帰。その後も給料を減給されたが真面目に刑事として勤務していた。ところが、『2』第4話で成歩堂たちに協力していたところを狩魔冥に見つかり、再び警察をクビになる。その後はまたも成歩堂法律事務所で働こうとしていたが、『2』のエンディングで御剣の計らいで復帰。

### 容姿
身長182cm。体重は本編では不明。漫画版では「最近ちょっと太り気味で、90キロぐらい」と発言している。常にコートを着用しており、着古されて徐々にベージュからカーキ色とも緑色ともつかないフクザツな色あいになった。このコートは『2』のエンディングで帰国した狩魔冥の荷物に紛れ込んでしまい「後でゴミ箱に放り込んでおく」と言われたが、「大切にしているみたいだったから」と送り返されている。『3』のエンディングではマコに新しいコートを買ってもらったが、『4』・『検事』では元の色と同じ色のものを着ている。
眉毛が太く、引き締まった顔つきで、無精ひげを生やしており頬に絆創膏を貼っている。左耳に赤鉛筆をはさんでいる。髪型は角刈りで、前髪はトゲのように三箇所跳ねている。

### 好物・苦手なもの
好物はソーメン。というよりも薄給のためこれぐらいしか食べられない。『3』第5話では「さすがにあきたッス」と語っており、素うどんや素味噌汁のような具が入っていないものでも食べて泣いていた。「ウインナーがイチバンのゴチソウ」らしい。
成歩堂の人差し指が苦手（突き付けられると大抵ムジュンを指摘されるため）。『2』で「シンゾウに悪いッス」と発言している。
さらに成歩堂に「ちょっと待ってください」といわれてちょっとで済んだ例がない。

### 趣味・特技
電波探知機を小学生の時に作ったり、「タイホくんのパネル」を作ったりするなど、個人の工作で作れるような機械にはかなり強い。しかしパソコンなどの複雑なコンピュータには弱いようで、『3』ではコンピューターウイルスとは何かと成歩堂に教えてもらっていた。また専門用語や難しい漢字にも弱い。
『3』第3話では成歩堂の心の声に普通に反論するという読心術をできるような描写があるが、糸鋸本人は｢成歩堂はわかりやすい｣と言って否定している。
キャラクターデザインの初期段階では、競馬が趣味という設定があった（左耳の赤鉛筆はその名残）。しかし実際に劇中でギャンブルをやっている様子は『3』の宝くじ以外には見られない。
劇中では捜査を単なる仕事ではなく趣味として扱っているような節が見られ、『3』では鼻歌を歌いながら楽しそうに捜査をしていた。『検事』でも捜査が唯一の趣味であるという趣旨の発言が存在する。
なお、DS版『2』の説明書の巻末に掲載されている漫画『逆転の舞台裏』の主人公であり、実は裁判で勝訴した時の紙ふぶきを降らせている張本人だと判明。成歩堂はいつも紙ふぶきを降りまいている彼に感謝している反面、御剣が勝訴した時にはハトを飛ばせたり花火をばら撒くなど過剰な祝福をしており、当の御剣は恥をかき、傍聴人らも被害を受けた上に代償金を御剣に請求しているため、「自分のこづかいでやれ」と厳しく指摘されている（『検事』のラストでも紙吹雪を用意していると発言している）。

### 生活・仕事
『1』 - 『3』の主人公である成歩堂龍一の事務所がある町の所轄署の刑事で、初動捜査を担当している。刑事課への配属は念願だったらしいが、たまに「刑事ではない自分」を想像することがあるらしい。しかしその時の想像は全て警察関連のものであった。
初動捜査を担当しているため多くの事件で最初の証人として登場するが、その証言の多くは矛盾（思い違いや捜査ミス）を含んでいるため検事から減給されることが多い。ただ、減給の理由については「ヘモグロビンと言えず証言を拒否した」「古い解剖記録を渡した責任を押し付けられた」（これは後から御剣が再捜査させたためであり、糸鋸はそのことを知らされていなかった模様）「機密事項（所轄署内の標語）をもらした」などまれに理不尽なものが見られる。給料については明確な額は明かされていないが、『蘇る』での賞与は2400円（その際茜から「ゼロが何個か足りませんよね」と指摘されているが、成歩堂曰く「こんなもんじゃないかな」）。『検事』第4話での賞与は刑事課配属から1週間後で500円で賞与を貰うまでは所持金は0円。さらに初めての減給の原因が「刑事配属1日目に配属されたことを忘れて、また交番に行ってしまったために大遅刻をしてしまった」からであると『検事』第4話で明かされている。以降も事件の捜査ミスで給料は下げられている。しかし『検事2』では（従来の抜けた面はある程度見られるものの）一度も捜査ミスを起こさずに御剣のサポートを的確に行い、新たな証拠を発見しては何度も御剣の窮地を救う活躍ぶりを見せ、そのために御剣から給料をアップすると言われた(『検事2』のエンディングで本人は「ソーメン生活とオサラバできるッス」と言っている)。
捜査や警備に関してはかなりいい加減で、ほぼ毎回無実の人物を誤認逮捕してしまっている他、『3』第2話の怪人☆仮面マスク事件では毎回のように怪人を取り逃がしていることから、探偵の星威岳哀牙から「ズッコケ刑事」「善意の共犯者」とまで言われてしまっている。また、『2』公式サイトでも「刑事として完璧な外見と行動力、そして完璧にはほど遠い頭脳を誇る」とまで書かれている（それでも先述の通り『検事2』においては、これまでにない優秀な捜査を行い従来のイメージを根底から覆すことになった）。
しかし人望は厚く、上司と先輩と後輩から慕われており、原灰ススムと須々木マコの力強い敬礼は彼の指導によるものである。特に部下である須々木マコに恋心を抱いており、後にマコとは相思相愛となる。
一方狩魔冥には『2』時点ではほぼ信頼されておらず、彼の動向を監視するため発信機までつけられていた。また彼女が行った証拠の操作などの責任を押しつけられたり、トリックの証明のために徹夜で模型を作らされたにもかかわらず「必要ならお見せする」という扱いを受ける（しかも成歩堂がトリックを証明したため結局出番はなかった）など以前にもまして理不尽な扱いを受けており、成歩堂からも気の毒がられる始末であった。そういった事情もあってか彼女に対する心境は割と複雑なようで、『3』第5話で彼に彼女の人物ファイルを突きつけると（コメントをしばらくためらった後に）当たりさわりのない発言をしている。
証言台では証人として弁護士のことをライバル視しており、特に成歩堂を強くライバル視している。しかし御剣や真宵など、自分に関連する人物の命を救うために本来の仕事を捨て成歩堂たちに協力することもある。ところが大抵の場合張り切りすぎて空回りして成歩堂たちをさらなるピンチに追い込んでしまう。しかし成歩堂たちの機転によって事なきを得ることが多い。その為『2』第4話では成歩堂から「味方なのか、最凶の敵なのか」と言われている。挙句の果てに『3』第3話では、再び事件の容疑者と成った須々木マコを助けるようなことを言っておきながら結局はマコを追いつめてしまい、彼女の怒りを買ってしまう。が、後に和解し『3』のエンディングでお詫びとしてマコから白いコートをプレゼントしてもらった。
『検事』では、御剣が海外出張に行っている間「御剣検事の執務室を守り抜くこと」が自分の務めと考え、執務室の手入れを必死でしていた。ところが結局その執務室が事件の舞台となってしまった上に御剣から「他にすることはないのか」と突っ込まれている。
住んでいるアパートの名前は「メゾン・ド・あした」。電気代が払えないため月末は電気は止められており、ローソクを机において明かりにしている。漫画『逆転の舞台裏』では窓ガラスをテープでとめ、壁がところどころひび割れしている様子が見られる。
運転免許は一応所持しており、『2』第4話で車を運転しているが信号無視など無茶な運転が祟って交通事故を起こしている。漫画版『検事』でもパトカーが山道でエンストしたうえに、蹴って崖下に落とし大破させてしまった。

## 関連人物
- 成歩堂龍一 - ライバル視
- 御剣怜侍 - 上司
- 狩魔冥 - 上司
- ミサイル - 糸鋸の警察犬
- 宝月巴 - 上司
- 巌徒海慈 - 上司
- 原灰ススム - 部下（『蘇る』-『3』『検事』）、元・部下（『4』以降）
- 須々木マコ - 部下（『2』）元・部下（『2』終盤以降）、相思相愛（『3』以降））
- 一条美雲 - 友人
- 一条九郎 - 上司
- 馬堂一徹 - 先輩